# Песня о корабле
«Песня о корабле» — популярная песня советского композитора Эдуарда Артемьева на стихи Натальи Кончаловской, написанная в 1974 году для кинофильма «Свой среди чужих, чужой среди своих». Первый исполнитель — Александр Градский.

## История
Лодку большую прадед наш

Решил построить для внуков,

Строил всю жизнь!

Но не достроил её тот прадед наш -

Оставил нашему деду.

Ждали мы этой лодки -

Не дождались.

Лодку большую наш отец

Решил достроить для внуков,

Строил всю жизнь!

Мечтали, друг мой, тогда на лодке той

Пройти с тобой вокруг света,

Но мечты разлетелись,

Наши мечты,

Наши мечты...

И стали мы строить

Целый корабль!
Работая над фильмом «Свой среди чужих, чужой среди своих», режиссёр Никита Михалков сотрудничал с Эдуардом Артемьевым уже во второй раз; из всей написанной Артемьевым музыки к фильму Михалков особенно выделял «Песню о корабле» в исполнении А. Градского, ставшую для него «настоящим откровением». Существует вариант текста, отличающийся от «классического» заключительной частью.

## Другие исполнители
- Песня прозвучала в третьем сезоне шоу «Голос» в исполнении Андрея Лефлера[7], после чего прочно вошла в репертуар артиста[8].
- На концерте, посвящённом 80-летию Эдуарда Артемьева, песню исполнил Александр Казьмин.
- 29 ноября 2021 года Иван Ургант и группа «Фрукты» исполнили «Песню о корабле» в телепрограмме «Вечерний Ургант», посвятив её памяти Александра Градского[9][10].